# John O’Shea
John Francis O’Shea [oˈʃɛɨ] (* 30. April 1981 in Waterford) ist ein ehemaliger irischer Fußballspieler und aktueller -trainer.

## Karriere

### Vereinskarriere
O’Shea spielte zwischen 1996 und 2011 bei Manchester United, seit 1999 als Profi. Von Januar 2000 bis März 2000 war er an den AFC Bournemouth ausgeliehen. Von Januar 2001 bis Mai 2001 war er erneut ausgeliehen, diesmal an Royal Antwerpen.
Sein Premier-League-Debüt für Manchester gab O’Shea am 4. November 2001 gegen den FC Liverpool. Anfang 2006 verlängerte er seinen Vertrag bei Manchester United bis 2009.
In der Sommerpause 2011 wechselte O’Shea zusammen mit seinem Teamkollegen Wes Brown zum AFC Sunderland. O’Shea unterzeichnete einen Kontrakt über vier Jahre.
Nach dem Wechsel 2018 zum Zweitligisten FC Reading gab der Club am 38. Geburtstag von O’Shea auf Twitter bekannt, dass er nach der Saison 2018/19 seine Profikarriere beenden wird.

### Nationalmannschaft
Sein Debüt in der irischen Nationalmannschaft bestritt O’Shea am 15. August 2001 gegen Kroatien. Er zählt zu den Hoffnungsträgern seines Landes und ist Stammspieler. Am 14. Oktober 2014 bestritt er mit dem EM-Qualifikationsspiel gegen  Weltmeister Deutschland sein 100. Länderspiel und erzielte in der letzten Minute der Nachspielzeit den 1:1-Ausgleichstreffer.
Bei der Fußball-Europameisterschaft 2016 in Frankreich wurde er in das Aufgebot Irlands aufgenommen und bestritt die ersten beiden Partien gegen Schweden und Belgien in der Stammelf. Als das letzte Spiel 0:3 verloren ging, wurde das Team umgestellt und O’Shea blieb auf der Bank. Erst im Achtelfinale wurde er noch einmal eingewechselt, als Gegner Frankreich durch einen Doppelschlag mit 2:1 in Führung gegangen und ein Ire des Platzes verwiesen worden war. Die Partie ging verloren und das Team schied aus.
Mit 118 Länderspielen hat er von den männlichen Nationalspielern die drittmeisten Spiele für Irland bestritten.

## Trainer
O’Shea übte nach seiner Spielerkarriere Trainerfunktionen beim FC Reading, der irischen U-21-Nationalmannschaft, Stoke City, der irischen A-Nationalelf und Birmingham City aus. Ende Februar 2024 wurde er interimistisch zum Cheftrainer der irischen Nationalmannschaft für die bevorstehenden Freundschaftsspiele gegen Belgien und die Schweiz ernannt.

## Sonstiges
Er wurde gesponsert vom Sportartikelhersteller Concave, einem kanadischen Sportschuhhersteller.
2007 wurde er kurzzeitig zum Torhüter, als er in den letzten Minuten des Spiels Manchester United gegen die Tottenham Hotspur den verletzten Edwin van der Sar ersetzen musste. Dieser fiel verletzt aus und es konnte nicht mehr gewechselt werden.

## Erfolge
- Premier League: 2003, 2007, 2008, 2009, 2011 (mit Manchester United)
- FA Cup: 2004 (mit Manchester United)
- Carling Cup: 2006, 2009 (mit Manchester United)
- FA Community Shield: 2007, 2008, 2010 (mit Manchester United)
- UEFA Champions League: 2008 (mit Manchester United)
- FIFA-Klub-Weltmeisterschaft: 2008 (mit Manchester United)